# Latschensee
Der Latschensee, im Volksmund auch Kohlweiher genannt, tschechisch Klečové jezírko, ist ein abflussloser Hochmoorsee im Bayerischen Wald. Er gehört zur Gemeinde Lindberg und liegt im Nationalpark Bayerischer Wald. Das nächstgelegene Dorf ist Buchenau in der Gemeinde Lindberg, fünf Kilometer westlich (Luftlinie). Die Schachten Hochschachten und Kohlschachten liegen wenige hundert Meter südwestlich bzw. nördlich des Sees.

## Beschreibung
Der Name Latschensee leitet sich von der umgebenden Baumflora ab, die neben Latschen aber auch Moorfichten aufweist. Der tschechische Name hat die gleiche Bedeutung: Kleč heißt Bergkiefer, und jezirko bezeichnet einen kleinen See oder Weiher. Er ist in Nord-Süd-Richtung 45 Meter lang und bis zu 35 Meter breit. Trotz einer Fläche von nur 0,1 ha ist er der größte Moorsee des Bayerischen Waldes (der größte Moorsee auf der tschechischen Seite der Grenze, im Hochmoor Chalupská slať oder Großer Königsfilz bei Borová Lada, ist dagegen mit 1,3 Hektar wesentlich größer). Der Latschensee liegt mitten im Latschenfilz, auch Schluttergasse genannt, einem Hochmoor 390 Meter westlich der Grenze zur Tschechischen Republik und 350 Meter nördlich des Hochschachtens in einer Höhe von etwa 1150 Metern. Das Moor entwickelte sich nach der letzten Eiszeit, nachdem das neu belebte Quellwasser nicht in die verdichteten eiszeitlichen Unterlagen auf kristallinem Granit absinken konnte und mit dem Überwiegen der Vernässung durch nährstoffarmes Niederschlagswasser allmählich Torfbildung einsetzte.
Das strömende Quellwasser führte schließlich zur Entstehung mehrerer Moorseen, von denen der Latschensee auf bayerischer Seite der größte ist. Im Laufe des 20. Jahrhunderts nahm er an Fläche deutlich zu. Er ist rund 2 Meter tief, darunter folgen 3 bis 4 Meter Moorschlamm. An seinen Ufern wachsen Sonnentau, Moosbeere und Rosmarinheide. In dem humussauren, kaffeebraunen bis schwarzen Wasser leben weder Fische noch Frösche. Nur die an die harten Lebensbedingungen in diesen Hochlagen angepasste große Moorlibelle (Hochmoor-Mosaikjungfer?) ist am Ufer auf der Jagd nach Beuteinsekten zu beobachten, sowie Wasserläufer auf der Seeoberfläche. Schwimmend bis untergetaucht kommen aber Sumpf-Torfmoos, Lebermoos und Blasen-Segge vor.
Der Latschensee liegt in der Nähe des Fernwanderwegs E6 und ist durch einen 50 Meter langen Stichweg mit Brettersteig vom Nordwesten her zu erreichen. Der Brettersteig wurde 1997 aus Sicherheitsgründen neu gebaut sowie um die empfindliche Natur zu schonen. Nur gut 100 Meter nordnordöstlich liegt ein weiterer kleiner namenloser Moorsee, der nur 14 mal 18 Meter groß ist, und 145 Meter nordwestlich ein noch kleinerer mit einer Größe von 8 mal 12 Metern. Auf der Wanderung durch das Hochmoor sieht man Dolinen, wo neue Moorseen entstehen. Diese namenlosen Stillgewässer werden auch Mooraugen genannt.